# Creeper (Minecraft)
I Creeper sono una specie immaginaria introdotta nel videogioco sandbox Minecraft. I creeper sono mob ostili verso il personaggio giocante, che appaiono di notte e sopravvivono alla luce solare. Invece di attaccare direttamente il giocatore, essi esplodono, distruggendo tutti i blocchi dell'area circostante. Visto il loro aspetto verdastro, che si camuffa bene con il mondo del gioco, e i loro attacchi silenziosi, essi sono uno dei nemici più pericolosi di Minecraft. I creeper sono stati aggiunti al gioco il 1º settembre 2009 in una versione pre-alpha.
La creatura è diventata uno dei simboli più iconici di Minecraft. Ha ricevuto numerosi riferimenti nella cultura popolare e sono molto presenti nel Merchandising e nella pubblicità del gioco.

## Concezione e sviluppo
I creeper sono stati creati per errore durante lo sviluppo pre-alpha di Minecraft, essi dovevano essere il realtà dei maiali. Il creatore del videogioco, Markus Persson, ha inserito per sbaglio le dimensioni del modello nel codice nei parametri opposti, scambiando la lunghezza e l'altezza. Invece di eliminare il risultato, Persson decise di renderlo un nemico, aggiungendo una texture verde basata sulle foglie degli alberi del videogioco e rendendolo ostile verso il giocatore. I creeper sono stati aggiunti al videogioco il 1º settembre 2009 nella versione pre-alpha chiamata "0.24_SURVIVAL_TEST_03".
L'ambientazione di Minecraft è composta principalmente da cubi. Il mondo contiene numerosi nemici, chiamati mob, di cui fanno parte i creeper. I creeper sono generalmente molto silenziosi finché non si avvicinano al giocatore. A quel punto emettono un sibilo ed esplodono poco dopo, morendo nel processo. L'esplosione da loro causata può uccidere o ferire il giocatore e distruggere i blocchi circostanti. Negli aggiornamenti successivi, gli sviluppatori di Minecraft hanno pensato che i creeper "non fossero abbastanza imprevedibili" e hanno aggiunto l'abilità alla specie nemica di diventare "creeper caricati" quando colpiti da un fulmine. I creeper caricati hanno una potenza di esplosione più devastante e possono far perdere, letteralmente, la testa ad alcuni tipi di mob se uccisi da tale esplosione, come: altri creeper, zombi, scheletri, scheletri wither e piglin. Queste teste possono poi essere indossate dal giocatore. In un altro aggiornamento è stata aggiunta la possibilità di aggiungere tali teste sopra un blocco sonoro, permettendo a tale blocco di riprodurre i suoni prodotti del mob a cui appartiene la testa quando viene interagito. Inoltre, se uccisi da uno scheletro, i creeper possono far cadere a terra dei dischi.

## Promozione

La faccia stilizzata di un creeper, una delle icone di Minecraft.

La faccia del creeper è stata utilizzata su una vasta gamma di Merchandising, compresi vestiti e lampade. Nel giugno 2020 è stata annunciata, in una collaborazione tra Mojang e Kellogg's, il "Minecraft Creeper Crunch", dei cereali a tema Minecraft ufficiali con un creeper sulla confezione. È stato distribuito nei negozi statunitensi nell'agosto 2020. Ogni confezione aveva al suo interno un codice che permetteva di riscattare cosmetica su Minecraft.
Il creeper è stato aggiunto anche in numerosi set LEGO a tema Minecraft ed è stato anche il protagonista di un set.

## Accoglienza

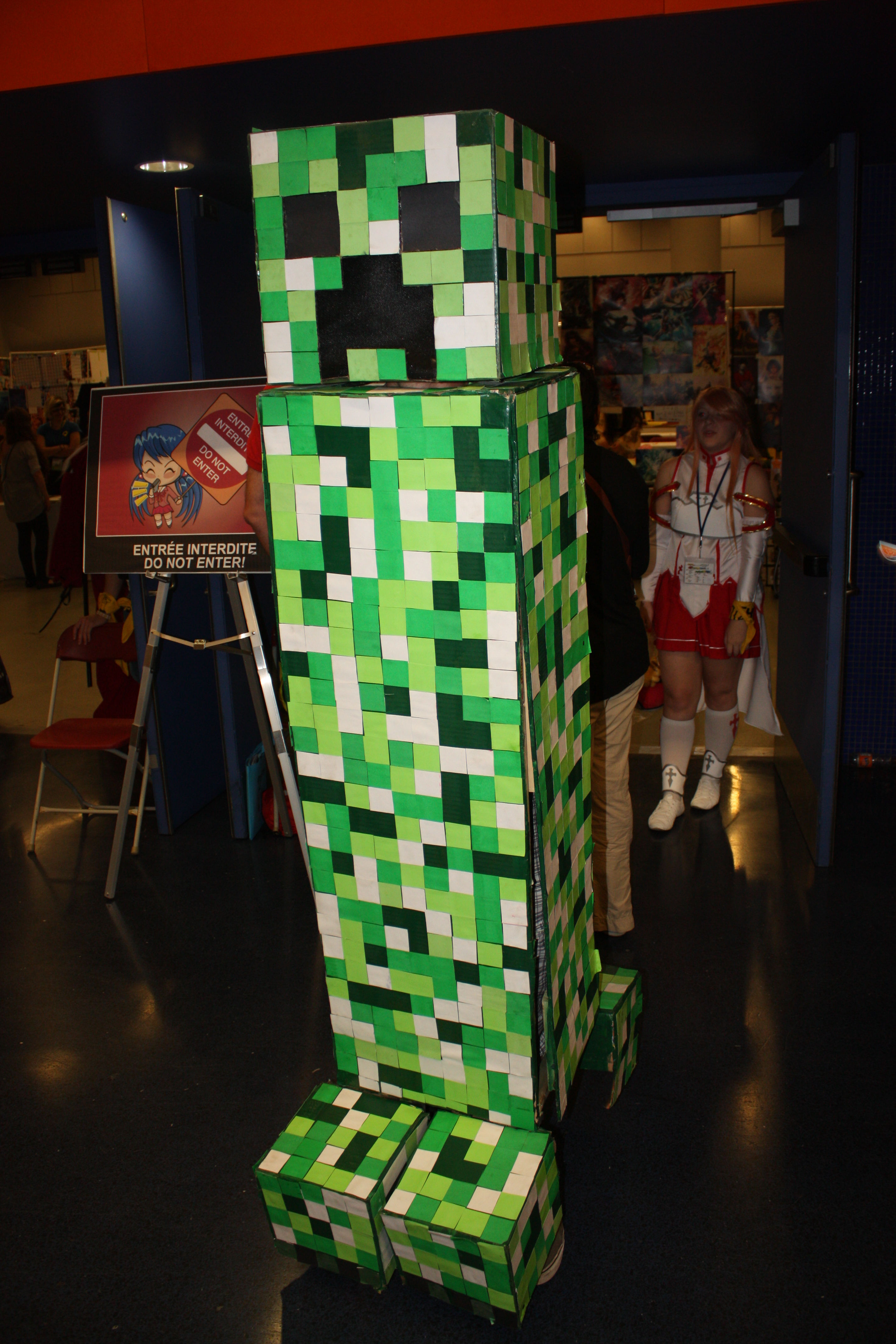
Un cosplayer di un Creeper.

Il creeper è considerato uno dei nemici più iconici di Minecraft. La loro faccia a pixel è stata aggiunta all'interno della "A" del logo di Minecraft ed è stata usata anche per numerosi costumi a tema Halloween e cosplay. Il Guinness dei primati ha inserito 10° il creeper nella loro lista "i 50 cattivi dei videogiochi più iconici". Nel 2021, PC Gamer ha inserito il creeper 9° nella loro classifica "i 50 personaggi più iconici dei videogiochi per PC", dicendo che "Il Creeper è la stella di Minecraft, che è alquanto ironico, considerando che l'efficacia del nemico dipende proprio dal non essere visti".
In un articolo di Games and Culture, Daniel Dooghan ha descritto i creeper come "la resistenza personificata", paragonando il loro ruolo nel videogioco al terrorismo e come la società reagisce a esso. Esattamente gli ha paragonati ai kamikaze attraverso l'ideologia che sostiene che "L'auto-annichilazione è la forma definitiva di resistenza". Ha fatto notare anche il loro aspetto disumano che, insieme al loro volto svasato, ha ulteriormente reso la specie fittizia la rappresentazione di "estraneità". Anche se ha riconosciuto che fosse impossibile conoscere le vere motivazioni delle creature, Daniel ha ritenuto che rappresentasse appieno il "rifiuto del gioco rispetto il giocatore" e del progresso tecnologico che compirebbe raccogliendo troppe risorse.
I Creeper hanno ricevuto numerosi riferimenti e parodie nella cultura popolare. Nella stagione 25 de I Simpson, esattamente nell'episodio "Luca$", Boe Szyslak appare con le fattezze di un creeper ed esplode durante la "gag del divano". Il 19 agosto 2011, lo youtuber americano CaptainSparklez ha pubblicato la canzone chiamata "Revenge", una parodia di "DJ Got Us Fallin' in Love" che parla di un giocatore di Minecraft che ricerca vendetta contro i creeper. La canzone ha ricevuto molta popolarità nel 2019 tanto da diventare un meme di internet.

## Altri media
I creeper sono apparsi, oltre che nel videogioco principale, in vari spin-off come Minecraft: Story Mode, Minecraft Dungeons, Minecraft Legends, Minecraft Earth e Un film Minecraft.
Al di fuori del media franchise, i creeper sono apparsi anche in Terraria, Torchlight II, Borderlands 2 e Octodad: Dadliest Catch. I creeper sono poi stati aggiunti come personaggi di sfondo nello scenario dedicato a Minecraft in Super Smash Bros. Ultimate e come costume a pagamento per il Lottatore Mii.